# 1467 en musique classique
| \| • Retour à la chronologie générale de la musique classique • \| |
| Grèce • Rome • Haut Moyen Âge • VIIIe siècle • IXe siècle • Xe siècle • XIe siècle XIIe siècle • XIIIe siècle • XIVe siècle • XVe siècle • XVIe siècle • XVIIe siècle XVIIIe siècle • XIXe siècle • XXe siècle • XXIe siècle |
| • Retour à la chronologie générale de la musique classique • |

| Années en musique classique : 1464 - 1465 - 1466 - 1467 - 1468 - 1469 - 1470    |
| Décennies en musique classique : 1430 - 1440 - 1450 - 1460 - 1470 - 1480 - 1490 |

## Événements
- - Antoine Busnois et Hayne van Ghizeghem composent pour la cour de Bourgogne et Charles le Téméraire.